# ジュリオ・ドゥーエ
ジュリオ・ドゥーエ（Giulio Douhet、1869年5月30日 - 1930年2月15日）は、イタリアの陸軍軍人、軍事学者。最終階級は陸軍少将（Maggior generale）。著書『制空』は、世界的な反響を呼び、戦略爆撃の思想に影響を与えた。

## 生涯
1869年5月30日、イタリア王国南部カゼルタ生まれ。モデナ陸軍士官学校卒業後、砲兵士官となる。その後、トリノ工科大学（トリノ技術工学院、Politecnico di Torino）で電気工学を専攻して卒業する。この頃に軍用星型エンジンの研究、自動車化部隊の運用についての研究を行っている。
1900年、イタリア陸軍参謀本部に配属された。1909年、空軍力の運用についての論文を発表する。1911年9月に伊土戦争が起こる。1912年トリノ陸軍第一飛行大隊に臨時大隊長（飛行船部隊長）として転属しリビア爆撃に参加する。戦後ドゥーエは爆撃専用機の必要性を説き、設計者と協力してイタリア初の三発式爆撃機の開発に成功した。
1914年第一次世界大戦が始まり、ドゥーエはミラノ師団参謀長に補任された。航空戦力の運用を巡り参謀本部と激しく対立し、1916年陸軍大臣に求められて意見上申するも、戦争の指導と航空戦力の運用について政府を批判したとして軍法会議で一年の禁固刑に処せられ、予備役に編入される。1918年、ドゥーエの正当性が後の戦況から認められ、現役に復帰して名誉を回復する。陸軍航空局技術部長に就任したが、ドゥーエは権限の不備という職務上の不満から辞職する。1921年少将に昇進、航空委員に就任するが、数ヶ月で辞職した。
1921年航空戦力の本質を攻勢として空中からの決定的破壊攻撃を説いたドゥーエの『制空』が発刊され世界的反響を生んだ。また、イタリアは都市部に極端に人口が集中していたため、戦略爆撃をされると一ヶ月でイタリアは戦争の続行が不可能になると指摘した。
1926年以降、空軍次官の誘いで航空問題の啓蒙活動に携わった。1930年2月15日、ローマで死去する。

## 戦略思想
ドゥーエの構想は空軍で攻撃を行い、地上で防御を行うというものであった。本来防勢的地上作戦成果より攻勢を本質とする航空戦力により空中から敏速に決定的な破壊攻撃を連続し、敵の物、心の両面の資源破壊により勝利すべきと主張した。これからの戦争は兵士、民間人に区別はない総力戦であり、空爆で民衆にパニックを起こせば自己保存の本能に突き動かされ戦争の終結を要求するようになるという。テロ効果を強調して無差別爆撃論を提唱した。「最小限の基盤である民間人に決定的な攻撃が向けられ戦争は長続きしない」「長期的に見れば流血が少なくするのでこのような未来戦ははるかに人道的だ」という。ドゥーエは人口密集地の住民への攻撃手段として高性能爆弾、焼夷弾、毒ガス弾の例をあげている。
ドゥーエの制空権獲得徹底第一主義は航空撃滅に終始して航空戦力を撃滅し、航空優勢の保持による地上作戦を想定していた。ドゥーエやウィリアム・ミッチェルに代表される制空獲得、政戦略的要地攻撃を重視するには戦略爆撃部隊の保持が好ましく、1930年代には技術的にも可能となり、列強は分科比率で爆撃機を重視するようになった。

## 関連文献
- 戦略研究学会編・瀬井勝公編著『戦略論大系6 ドゥーエ』芙蓉書房出版、2002年